# Aelurosaurus
Aelurosaurus è un genere estinto di terapsidi, appartenente ai gorgonopsi. Visse tra il Permiano medio e il Permiano superiore (circa 270 - 259 milioni di anni fa) e i suoi resti fossili sono stati ritrovati in Sudafrica. 

## Descrizione
Questo animale era di dimensioni medio-piccole per un gorgonopside, ed è possibile che superasse il metro di lunghezza. I crani conosciuti solitamente non oltrepassano di molto i 10-12 centimetri. L'olotipo della specie più conosciuta, Aelurosaurus felinus, era probabilmente appartenuto a un esemplare giovane ed è noto solo per la parte anteriore del cranio. Le orbite erano grandi e tondeggianti, il muso era corto e alto e la lunghezza complessiva era di circa 8 centimetri. L'esemplare tipo conserva mascella e mandibola chiuse, ed è quindi possibile osservare solo la dentatura superiore: questa era composta da cinque incisivi aguzzi, un canino allungato e cinque piccoli denti postcanini. Tra gli incisivi e il canino e tra il canino e i denti postcanini erano presenti due diastemi di circa 8 millimetri di lunghezza. Il canino della mandibola era lungo quanto quello della mascella, circa 1,2 centimetri. Il canale semicircolare che si riscontra in Aelurosaurus e negli altri gorgonopsi suggerisce che la testa di questi animale era tenuta incurvata verso il basso. 

## Classificazione
La specie Aelurosaurus felinus venne descritta per la prima volta da Richard Owen nel 1881 sulla base di fossili ritrovati in terreni del Permiano medio/Permiano superiore del Sudafrica, nella "zona a Tapinocephalus" o nella "zona a Pristerognathus", ed è stato uno dei primi gorgonopsi descritti scientificamente. È anche uno dei più antichi membri di questo gruppo. Al genere Aelurosaurus sono state ascritte altre specie, come A. whaitsi, A. polyodon e A. wilmanae. Tuttavia, solo quest'ultima specie è generalmente ritenuta valida; l'olotipo (un cranio parziale) è leggermente più grande dell'olotipo di A. felinus. 

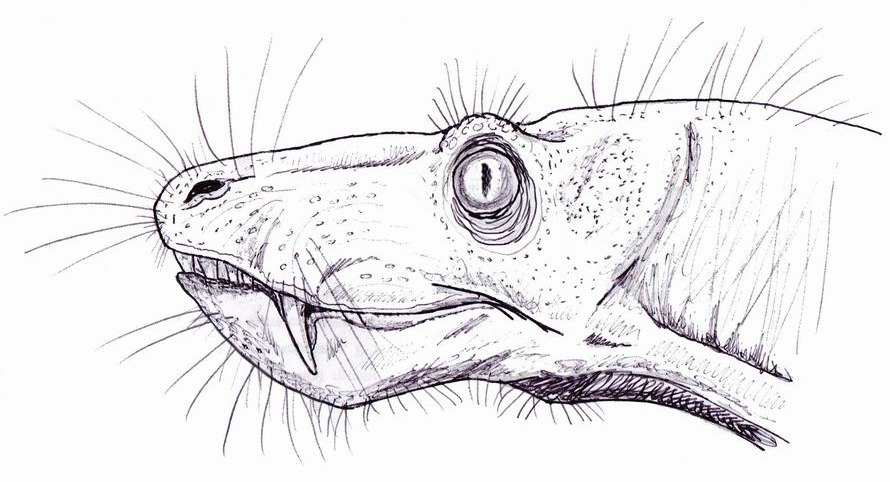
Ricostruzione della testa di Aelurosaurus

Aelurosaurus è un rappresentante dei gorgonopsi, un gruppo di terapsidi carnivori tipici del Permiano superiore; sembra che Aelurosaurus fosse una delle forme più arcaiche e anche una delle prime a comparire. 

## Paleobiologia
Owen ritenne che l'esemplare tipo di A. felinus fosse un adulto, sulla base del grado di sutura delle ossa e di alcune caratteristiche dei denti. Tuttavia, numerose altre caratteristiche (il muso corto, le orbite grandi, la sostituzione dei denti, numerosi denti postcanini, forami ben sviluppati, vomere stretto, denti sulle apofisi traverse, mandibola sottile e sinfisi aperta) indicano che l'esemplare era un giovane (Gebauer, 2007).